# The Scar
The Scar ist ein Science-Fiction-Roman des britischen Autors China Tom Miéville. Die deutsche Erstausgabe wurde 2004 bei Bastei Lübbe, Köln, zweiteilig als Die Narbe und Leviathan veröffentlicht. Übersetzt wurde der Text von Eva Bauche-Eppers.

## Themen
Die Erzählung von The Scar dreht sich im Wesentlichen um den Gegensatz von Selbstbestimmung und Manipulation. Spionage und Gegenspionage spielen dabei ebenso eine Rolle wie Verrat und politische Intrigen.
Die politischen und sozialen Organisationsmodelle der verschiedenen Stadtteile Armadas geben dem sozialwissenschaftlich orientierten Leser reichlich Stoff zum Nachdenken.
An nautischem Spezialwissen Interessierte werden ihre Freude an den detaillierten Schilderungen historischer Schiffstypen haben, aus denen sich die schwimmende Stadt Armada zusammensetzt.
Die mysteriösen Geisterhaupt und ihre technisch hochentwickelten Hinterlassenschaften (z. B. Das Possibelschwert von Uther Doul) bieten den klassischen Science-Fiction-Fans ausreichend Raum für Spekulationen.
Nicht zuletzt spielen Vampire eine nicht ganz unbedeutende Rolle innerhalb des verwickelten Geschehens.

## Formaler Rahmen
The Scar umfasst 370+296 Seiten, die sich auf 47 Kapitel verteilen. Das Buch ist in sieben Teile unterteilt, die folgende Titel tragen: Kanäle, Salt, Die Kompassfabrik, Blut, Stürme, Morgenwand'rer und Wahrschauer. Zusätzlich unterbrechen neun Intermezzi diese Gliederung.
Erzählt wird das Geschehen entweder aus der Perspektive von Bellis Schneewein, die das zeitweise in Form eines Briefes an einen nicht benannten Adressaten tut, oder aus der Sicht des Remade Gerber Walk. Den Abschluss des Romans bildet eine Coda, in der die beiden Protagonisten ihr persönliches Resümee der Ereignisse ziehen.

## Synopsis
Das Auswandererschiff Terpsichoria, das Arbeitskräfte aus New Crobuzon in die neue Kolonie Nova Esperium bringen soll, wird von Piraten aufgebracht. Die Passagiere werden auf die schwimmende Stadt Armada verschleppt, wo sie ein neues Leben beginnen dürfen. Die Terpsichoria war eher eine Art Sklavenschiff; ihr Laderaum voller Gefangener – Tagelöhner, Handwerker, Remade – die dieses Angebot mit Freuden akzeptierten. Die zahlenden Passagiere zeigen sich dagegen weniger kooperativ, was ihnen allerdings kaum nützt.
Die informellen Anführer der Stadt – ein dubioses Paar, das unter dem Titel "Die Liebenden" firmiert – schmieden große Pläne. Zunächst wollen sie einen Avanc jagen, ein gigantisches Meeresungeheuer, das eigentlich in einer benachbarten Dimension beheimatet ist. Das titanische Ungeheuer soll dann als Zugtier für die Stadt dienen, um sie durch den Verborgenen Ozean bis zum Riss zu bringen. Dieser legendäre Ort ist angeblich die Quelle schier unvorstellbarer Macht, die von den Liebenden in den Dienst der Stadt gestellt werden soll.
Der erste Teil des Plans gelingt. Gezogen von dem Avanc, begibt sich die Stadt auf den Weg zum Riss. Während der Reise wird sie von einer Flotte Kriegsschiffe aus New Crobuzon angegriffen, ein Bürgerkrieg wird niedergeschlagen, doch scheinbar unaufhaltsam nähert Armada sich dem Ziel. Wenige Tagesreisen vor dem Riss entfernt rebelliert die Bevölkerung allerdings ein zweites Mal und erzwingt mit einer unblutigen Meuterei die Rückkehr in vertraute Gewässer. Die weibliche Hälfte der Liebenden jedoch versucht alleine, in einem kleinen Dampfboot, den Riss zu erreichen.

## Handlungsrahmen
Zentraler Handlungsort von The Scar ist die schwimmende Stadt Armada, die aus zehntausenden miteinander verbundenen Schiffen besteht. Sie existiert bereits seit Jahrhunderten und hat hunderttausende Einwohner. Die Menschen leben von spezialisierter Offshorelandwirtschaft, Nutztierhaltung, Fischerei und Piraterie. Es gibt große, sich über mehrere Schiffe erstreckende Parks, Kirchen, Tempel, eine Arena, Handwerksbetriebe, Fabriken und öffentliche Bildungseinrichtungen.
In Armada leben verschiedene Spezies gleichberechtigt zusammen. Das Stadtgebiet ist in acht klar abgegrenzte, miteinander konkurrierende Stadtteile gegliedert: Jhour, Bücherhort, Sonnenschläfer, Mein-&-Dein, Alser, Köterhaus, Hechtwasser und Trümmerfall. Alle sind in unterschiedlichen politischen Systemen organisiert, – von demokratischen Räten über Stadtteilmonarchien bis hin zur Militärdiktatur. Für das Ganze entscheidet der Senat, in dem jeder Stadtteil eine Stimme hat. Dessen Vorsitz liegt in Händen des erfolgreichsten Stadtteils. Aktuell ist das Hechtwasser, das von einem Paar namens Die Liebenden und aus dem Hintergrund von dessen Leibwächter, dem legendären Uther Doul, geführt wird.
Von Beginn an leidet Armada unter seiner relativen Unbeweglichkeit. Entweder treibt die Stadt ziellos mit den Meeresströmungen und Winden oder eine Vielzahl kleiner Schlepper befördert sie sehr langsam in eine bestimmte Region. Dieses Problem will die gegenwärtige Führung endgültig lösen. Sie organisiert eine groß angelegte Jagd auf ein gewaltiges, mythisches Geschöpf, einen Avanc, der in den Dienst der Stadt gezwungen werden soll. Zunächst lassen sie die Sorghum kapern, eine mobile Bohrplattform von New Crobuzon zur Förderung von Steinmilch, einem stark thaumaturgisch angereicherten Rohstoff, mit dem das Ungeheuer beruhigt und beeinflussbar gemacht werden soll.
An diesem Punkt kommen die Passagiere des aufgebrachten Auswandererschiffs Terpsichoria ins Spiel. Es stellt sich heraus, dass diese Kaper alleine dem Zweck diente, den Meeresbiologen Johannes Feinfliege in die Hände zu bekommen. Sein Fachwissen scheint unentbehrlich für das Projekt Avanc und tatsächlich lässt er sich begeistert integrieren.
Ganz anders die spröde Linguistin Bellis Schneewein. Sie musste zwar aus New Crobuzon flüchten, weil sie, als ehemalige Geliebte des gesuchten Hochverräters Isaac Dan dar Grimnebulin, mit Verhaftung und Folter zu rechnen hatte, verfügte aber über eine klare Rückkehroption. Das ist, im Übrigen, die einzige Referenz auf den vorhergehenden Bas-Lag-Roman.
Notgedrungen nimmt Bellis eine Stelle als Bibliothekarin in der zentralen Bibliothek der gestohlenen Bücher an. Aus unerfindlichen Gründen erregt sie die Aufmerksamkeit von Uther Doul. Er sorgt dafür, dass sie viel tiefer in die Angelegenheiten Armadas verstrickt wird, als ihr eigentlich lieb ist.
Nebenbei aber schmiedet sie Fluchtpläne und sucht dafür Verbündete. Anscheinend der einzig andere Mensch mit Fluchtgedanken ist Silas Fennek, ein Spion und wie sich herausstellt, ein ranghoher Prokurator von New Crobuzon. Er ist im Besitz von geheimen Invasionsplänen der Grymmenöck, die angeblich in Kürze in New Crobuzon einfallen wollen. Sein Interesse ist es, möglichst umgehend der Stadt eine Warnung zukommen zu lassen. Was er nicht ahnt: schon seit geraumer Zeit befindet sich ein großer Trupp der Grymmenöck auf seiner Fährte, um ihm diese Unterlagen wieder abzujagen. Der Status der Suche dieses Trupps wird in den neun Intermezzi immer wieder aktualisiert.
Bellis und Silas beginnen ein kurzes Verhältnis miteinander, an eine gemeinsame Flucht ist allerdings nicht zu denken. Ein glücklicher Zufall aber scheint es zu ermöglichen, wenigstens eine Nachricht nach New Crobuzon auf den Weg zu bringen.
Der Junge Schekel, ebenfalls einst Mitreisender auf der gekaperten Terpsichoria, lässt sich von Bellis das Lesen beibringen. Er macht rasche Fortschritte und arbeitet sich systematisch durch die Kinderbuchabteilung von Armada. Dabei entdeckt er zufällig ein Buch, das die Forschungsabteilung von Armada unbedingt benötigt. Der Autor Krüach Aum beschreibt darin detailliert, wie man den Avanc, ein legendäres Meeresungetüm, anlocken und kontrollieren kann, also genau das, was die Liebenden gerade planen.
Bellis vernichtet einen Teil des Buches und zwingt die Liebenden so, nach dessen Autor zu suchen. Krüach Aum, ein Anopheles, lebt mit seinem geächteten Moskitovolk auf einer namenlosen Insel in der Verbannung. Der Expedition von Armada gelingt es tatsächlich die Insel zu finden und mit Krüach Aum Kontakt aufzunehmen. Als Dolmetscher dient ihnen Bellis Schneewein. Unbemerkt lässt sie den dort vor Anker liegenden Kauffahrern die warnende Nachricht von Silas Fennek zukommen, die sie, dank des Versprechens beachtlicher Belohnungen und Privilegien, nach New Crobuzon bringen wollen.
Mit der Hilfe von Krüach Aum bringt Armada einen Avanc unter seine Kontrolle und lässt sich von ihm in Richtung des Risses schleppen, einem mythischen Ort, an dem die Realität zusammengebrochen ist und alles möglich wird. Die Liebenden sehen darin die Quelle aller Macht und wollen sie für sich und Armada nutzbar machen.
Auf dem Weg dorthin begegnen Armada zahllose Herausforderungen. Zuerst wird die Stadt von der Kriegsmarine New Crobuzons angegriffen, die durch die verräterischen Machenschaften von Silas Fennek dem Kurs von Armada folgen konnte. Nur unter schweren Verlusten kann der Angriff zurückgeschlagen werden. Im Kielwasser der Marine hat auch der Grymmenöckjagdtrupp Armada erreicht und sucht nach Silas Fennek. Mit Hilfe einiger oppositioneller Stadtteile entfesseln sie einen grausamen Bürgerkrieg, schnappen sich schließlich den Spion und verschwinden. Kurz vor Erreichen des Risses aber begehren die Bürger erneut auf. In einer unblutigen Rebellion erzwingen sie die Umkehr und die Rückkehr zum altvertrauten Piratendasein. Die Herrschaft der Liebenden ist zu Ende.
In der abschließenden Coda sinniert Bellis Schneewein lange und verbittert über die Frage, inwieweit sie von Uther Doul manipuliert und benutzt worden war, um genau dieses Resultat der Ereignisse herbeizuführen. Dem Leser selbst fällt es ebenfalls schwer, diese Frage eindeutig zu beantworten.

## Relevante Spezies
- Remade, Verbrecher jedweder Spezies, deren Fleisch von Wissenschaft und Thaumaturgie zu neuer Gestalt geformt wurde, als Strafe für irgendein Vergehen.
- Grymmenöck, amphibische, aggressive, unberechenbare Wasserbewohner, die in den nördlichen Fjorden von Bas-Lag leben. Sie planen angeblich seit Jahren eine Invasion von New Crobuzon.
- Cray, aquatische Meeresspezies, lebt in und um die Unterwasserstad Salkrikaltor, pflegt gute wirtschaftliche und diplomatische Beziehungen mit New Crobuzon.
- Anopheles, eine matrilinear organisierte Insektenspezies, tyrannisierte vor 2000 Jahren während des sogenannten Malarianen Matriarchats für einige Dezenien den Kontinent Gnurr Kett. Nach dessen Sturz werden die Reste dieses Volkes auf der Anophelesinsel in Quarantäne gehalten, denn die Männchen gelten als erstklassige Wissenschaftler.
- Die Geisterhaupt, eine legendäre Alienrasse, die vor langer Zeit in Bas-Lag strandete und dank einer Art Wahrscheinlichkeitstechnik 500 Jahre eine absolute Herrschaft über die Welt ausübte. Über ihr Verschwinden oder ihr Ende ist nichts bekannt.

## Handlungstragende Charaktere
- Bellis Schneewein, ursprünglich Passagierin des gekaperten Auswandererschiffes Terpsichoria, Linguistin und Übersetzerin, beherrscht Ragamoll (= die Gemeinsprache New Crobuzons), Salt (= die Sprache die auf Armada gesprochen wird) und Hochketai, dolmetscht auf der Anophelesinsel.
- Dr. Johannes Feinfliege, Passagier des gekaperten Auswandererschiffes Terpsichoria, Naturforscher und Meeresbiologe.
- Gerber Walk, ein menschlicher Remademechaniker, ursprünglich Gefangener auf dem gekaperten Auswandererschiffes Terpsichoria, lässt sich auf Armada zu einem echten Wasserbewohner remaden.
- Schekel, erst Gefangenenwärter auf der Terpsichoria, dann Freund von Gerber Walk, lernt von Bellis das Lesen und entdeckt in der Kinderbuchabteilung zufällig das kostbare Buch von Krüach Aum.
- Uther Doul, Leibwächter der "Liebenden", dank seines Possibelschwertes ein unbesiegbarer Kämpfer.
- Hedrigall, altgedienter Kaktuskrieger, betreibt mit dem Luftschiff Arrogance die Fernaufklärung für die Stadt Armada.
- Der Brucolac, ein adeliger Vampir, Herrscher des Stadtteils Trümmerfall, opponiert gegen die Reise zum Riss, kollaboriert mit den feindlichen und heimlich in Armada eingedrungenen Grymmenöck.
- Krüach Aum, ein Anopheleswissenschaftler, hat als erster einen Avanc beschworen und eine detaillierte Abhandlung zu diesem Problem abgefasst.
- Silas Fennek, Prokurator von New Crobuzon, spioniert die Invasionspläne der Grymmenöck aus, wird zufällig nach Armada verschlagen und ermöglicht es der Kriegsflotte von New Crobuzon den Bewegungen der Stadt zu folgen.

## Auszeichnungen
- 2002: nominiert für den British Science Fiction Award.[1]
- 2002: nominiert für den Philip K. Dick Award.[1]
- 2003: Gewinner des British Fantasy Award.[2]
- 2003: Gewinner des Locus Award.[2]
- 2003: nominiert für den Arthur C. Clarke Award.[2]
- 2003: nominiert für den Hugo Award.[2]
- 2003: nominiert für den World Fantasy Award.[2]
- 2005: Gewinner in der Kategorie "Bestes ausländisches Werk" im Kurd-Laßwitz-Preis.[3]